# Politica di Porto Rico
Il Commonwealth di Porto Rico, meglio conosciuto come Porto Rico o Portorico (in spagnolo:  Estado Libre Asociado de Puerto Rico o più comunemente  Puerto Rico), è uno stato liberamente associato agli Stati Uniti d'America.

## Governo e linee generali
Il governo di Porto Rico è basato sul sistema repubblicano, ed è diviso in tre parti:
1. il ramo esecutivo, cui fa capo il governatore
2. il ramo legislativo, che consiste in un'Assemblea legislativa bicamerale (un Senato e una Camera dei rappresentanti)
3. il ramo giudiziario

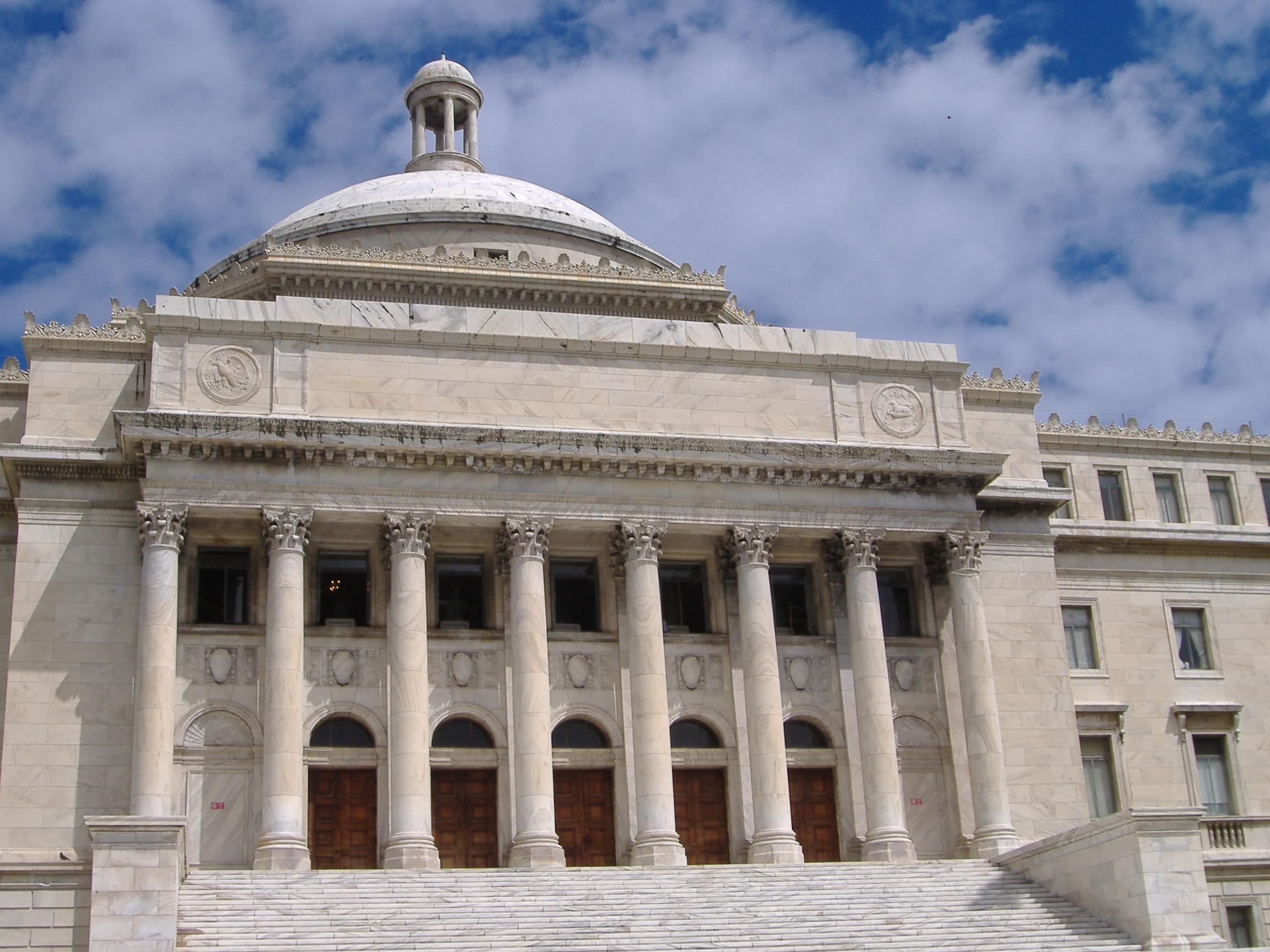
Il Campidoglio di Porto Rico, sede del Senato e della Camera dei rappresentanti

Il sistema legale fa riferimento a due sistemi: Civil law e Common Law. Il governatore e i legislatori sono eletti tramite voto popolare ogni quattro anni. I membri del ramo giudiziario vengono nominati dal governatore e approvati dal Senato.
Nel 1950 il Congresso degli Stati Uniti offrì ai portoricani il diritto di organizzare una convenzione costituzionale, contingente ai risultati di un referendum, dove gli elettori avrebbero determinato il desiderio o meno di avere un proprio governo conforme a una propria costituzione. Questo referendum venne fatto nel 1951, e consisteva nella scelta, cui si poteva votare sì o no, di rafforzare il Commonwealth, che veniva definito come una "associazione permanente con l'unione federale". Nel 1952 ci fu un secondo referendum per approvare la Costituzione. Tuttavia, prima di approvarla, la Convenzione Costituzionale volle specificare il nome con il quale il nuovo corpo costituzionale sarebbe stato conosciuto. Il 4 febbraio 1952 tale convenzione approvò la "risoluzione 22", la quale scelse il termine inglese Commonwealth col significato di "Comunità politicamente organizzata" o "Stato", che è contemporaneamente legato tramite un accordo o un trattato a un altro sistema politico. Non essendo in grado di tradurre la parola in spagnolo, la convenzione adottò una traduzione ispirata allo Stato Libero Irlandese, chiamato  Estado Libre Asociado (ELA), per rappresentare l'accordo tra Porto Rico e gli Stati Uniti, che è letteralmente tradotto in inglese come Associated Free State (Stato Libero Associato).

## Partiti politici
I principali partiti politici sono:
- Partito Indipendentista Portoricano
- Partito Nazionalista Portoricano
- Partito Progressista
- Partito Popolare Democratico

## Commonwealth: pro e contro
In qualità di Commonwealth, Porto Rico beneficia di alcuni aspetti legislativi degli Stati Uniti e possiede un grado di autonomia simile a quello di uno Stato federale dell'Unione. Tuttavia non è rappresentato nel congresso americano e non ha nemmeno un elettore nel Collegio elettorale statunitense; di conseguenza i cittadini portoricani non possono partecipare direttamente alle elezioni presidenziali degli USA, nonostante i partiti politici abbiano la possibilità, come per gli Stati federali, di avere delle delegazioni per la nomina di entrambi i partiti maggioritari nazionali. Un delegato residente, senza il diritto di voto, viene eletto al Congresso statunitense dai cittadini portoricani, in qualità di rappresentante delegato della popolazione portoricana.
Se da un lato i residenti sull'isola non pagano le tasse federali sul reddito, dall'altro tutta la rete commerciale d'importazione ed esportazione viene controllata e pesantemente tassata dagli Stati Uniti; inoltre, i portoricani pagano al governo statunitense un'imposta federale sui ruoli paga, che influenza quindi tantissimo i lavoratori con un basso reddito salariale, e le tasse sulla sicurezza sociale e quelle federali (escludendo il reddito). Nonostante ciò la popolazione è limitata o non ha addirittura accesso all'usufrutto di alcuni programmi federali. Basti pensare che Porto Rico è escluso dal Supplemental Security Income (SSI) o che per il programma Medicaid riceve meno del 15% dei fondi che riceverebbe se fosse Stato federale. Inoltre, per quanto riguarda il programma Medicare, Porto Rico riceve benefici solo parziali, pur pagando la quota intera del servizio. I cittadini portoricani, infine, essendo considerati legalmente cittadini statunitensi, sono soggetti al servizio militare della US Army e alla maggior parte delle leggi federali.
Negli ultimi cinquant'anni una singolare questione ha dominato la politica portoricana: la sua posizione politica nei confronti degli Stati Uniti. Già Commonwealth associato agli USA dal 1952, Porto Rico oggi è combattuto da profonde spaccature ideologiche, ben rappresentate dai partiti politici, i quali si dividono tra la situazione attuale o altri due possibili futuri scenari politici: il Partito Popolare Democratico (PPD) cerca di mantenere e di rinforzare l'attuale posizione politica, il Nuovo Partito Progressista (PNP) cerca di incorporare totalmente Porto Rico agli Stati Uniti, come Stato federale, e il Partito Indipendentista Portoricano (PIP) cerca l'indipendenza nazionale.
I leader dei partiti, per avere pari opportunità, fecero numerose pressioni negli anni dal 1898 al 1960 fino ad ottenere, nel 1967, ciò che volevano. In quell'anno l'Assemblea Legislativa, per conoscere gli interessi politici dei portoricani, decretò un plebiscito dove si poteva votare per lo stato politico del paese; questo plebiscito fu il primo della storia della Legislatura dove vennero proposte le tre scelte. Ma gli sforzi degli anni settanta per emanare una legge che portasse verso lo Stato federale furono vanificati dai comitati del Congresso: sia nel plebiscito del 1993, nel quale il Congresso giocò un ruolo più che decisivo, sia in quello del 1998, la maggioranza confermò il desiderio di rimanere un Commonwealth.
Il 6 novembre 2012 Porto Rico ha votato due referendum sullo status dell'isola. In un primo quesito il 54% si è espresso per il cambiamento dello status. Nel secondo quesito il 61,1% dei portoricani si è dichiarato a favore dell'adesione agli Stati Uniti d'America come 51º stato federale, il 5,5% per l'indipendenza e il 33,3% per il mantenimento dello status. Grosso modo i favorevoli all'adesione sono stati i repubblicani e i favorevoli al mantenimento dello status i democratici.
I referendum non sono vincolanti e ora spetta al Congresso degli Stati Uniti decidere se accettare l'adesione di Porto Rico.
Nel maggio 2022, i membri del Congresso che sponsorizzano progetti di legge in competizione su come risolvere lo status territoriale di Porto Rico e le sue relazioni con gli Stati Uniti si sono uniti per introdurre una nuova legislazione che combina entrambi. La legislazione proposta combina elementi del disegno di legge pro-stato introdotto dal rappresentante Darren Soto, D-Fla., e dal rappresentante Jenniffer Gonzalez, membro del Congresso senza diritto di voto di Porto Rico e repubblicano, insieme alla legge sull'autodeterminazione di Porto Rico dei rappresentanti. Alexandria Ocasio-Cortez e Nydia Velázquez, entrambe democratiche di New York. Il progetto di legge afferma che un plebiscito per risolvere lo status politico di Porto Rico si terrà il 5 novembre 2023.
Nell'aprile 2023, lo Status Act di Porto Rico, che cerca di risolvere il suo status territoriale e il suo rapporto con gli Stati Uniti attraverso un plebiscito vincolante a livello federale, è stato reintrodotto alla Camera dai Democratici..
Nel novembre 2023, due senatori degli Stati Uniti dello stato del Connecticut, Chris Murphy e Richard Blumenthal, entrambi democratici, hanno contribuito al Senato con una legislazione che avrebbe aperto la strada a Porto Rico per determinare il proprio status attraverso un referendum vincolante tenutosi nel novembre 2025. I residenti portoricani avrebbero la possibilità di votare per l'indipendenza dello stato o per la sovranità di libera associazione con gli Stati Uniti d'America..
Nel marzo 2025, i membri del Congresso fecero pressione sul presidente Donald Trump affinché prendesse in considerazione l'idea di rendere Porto Rico una nazione indipendente. Una bozza di ordine esecutivo suggerisce di rendere Porto Rico una nazione indipendente..

## La questione della definizione politica
Sebbene Porto Rico sia, politicamente parlando, un territorio privo di personalità giuridica degli Stati Uniti, classificato come Commonwealth, alcuni portoricani fanno riferimento ad esso come un país, parola spagnola che sta ad indicare uno stato. Questo è un termine comune utilizzato dalle Nazioni Unite per descrivere i territori dipendenti, nonostante il fatto che in molte occasioni si sia presentata l'opportunità di considerare Porto Rico come il 51º Stato degli USA. In passato le Nazioni Unite hanno valutato la situazione politica di Porto Rico al fine di assicurarsi che il governo dell'isola fosse conforme alle norme relative all'auto-governo che costituiscono i principi basilari dello statuto delle Nazioni Unite, le sue convenzioni e i suoi principi di diritto internazionale.
Il 27 novembre 1953, poco tempo dopo la costituzione del Commonwealth, l'Assemblea Generale delle Nazioni Unite approvò la risoluzione 748, cambiando la classificazione di Porto Rico a territorio non autonomo, in virtù dell'articolo 73(e) dello statuto dell'ONU. Tale risoluzione raccolse meno del 40% dei voti a favore (20), e più del 60% dei voti a sfavore (16) o di astensione (18), e risulta essere ancora in vigore, nonostante la situazione politica dell'isola sia tuttora al centro di numerosi dibattiti internazionali.
Affinché un territorio possa essere considerato autonomo, deve rispondere alle seguenti direttive ONU:
- (a) Rappresentanza legislativa: rappresentanza senza discriminazione negli organi centrali legislativi, alla pari di altri abitanti e altre regioni (nell'ambito della nazione governante).
- (b) Partecipazione della popolazione: effettiva partecipazione della popolazione per governare il territorio.

1. Esiste un adeguato e appropriato sistema elettorale?
2. Questo sistema elettorale è condotto senza influenze dirette o indirette da parte di governi stranieri?

- (c) Cittadinanza: cittadinanza senza discriminazione alla pari di altri abitanti.
- (d) Funzionari del governo: eleggibilità di funzionari appartenenti al territorio per tutte le cariche pubbliche dell'autorità centrale, per mezzo di nomina o di elezione, alla pari di quelli da altre parti del paese.

Tuttavia l'assemblea generale non fece riferimento a questi criteri per determinare se Porto Rico avesse raggiunto o meno l'autonomia politica. Infatti, in un rapporto del 1996 su un progetto di legge per la classificazione politica di Porto Rico, la House Committee on Resources statunitense decretò che l'allora attuale situazione politica di Porto Rico "non soddisfaceva nessuno dei criteri per essere considerato territorio autonomo". La House Committee concluse che Porto Rico è ancora un territorio privo di personalità giuridica degli Stati Uniti dal punto di vista prettamente territoriale, che l'instaurazione del governo locale autonomo, con il consenso della popolazione, può essere unilateralmente revocato dal Congresso degli Stati Uniti d'America, il quale può anche togliere la cittadinanza statunitense concessa ai residenti portoricani a condizione che lo ritenga un legittimo proposito federale, in maniera ragionevolmente adeguata a tale proposito.